# András Szőllősy
András Szőllősy [ˈɒndraːʃ ˈsøːlːøːʃi] (n. 27 de febrero de 1921 en Orăştie en Transilvania; m. 6 de diciembre de 2007), compositor y musicólogo húngaro, conocido sobre todo por el catálogo que realizó de las obras de Béla Bartók, que se suelen citar con la abreviatura Sz. delante del número de opus.
En 1953 realizó un catálogo de las obras de Zoltán Kodály y en 1957 terminó el catálogo de Béla Bartók, cuyos escritos completos editó en 1967. Su catálogo incluye tanto las composiciones como los escritos musicológicos de Bartók.
Fue profesor en el Conservatorio Superior de Música de Budapest. Compuso desde los años cincuenta música escénica y de películas así como obras para voz sola, música de cámara y varios conciertos para orquesta. 

## Composiciones (selección)
- Cuatro conciertos para orquesta (a partir de 1959).
- Música per orchestra, 1972 (dedicada a Kodály).
- Tre pezzi per flauto e pianoforte (1964).
- Addio para cuatro violines solistas y conjunto de cuerda.
- Paesaggio con morti (Paisaje con muertos) para piano.
- Filmmusik, siehe Weblinks.